# ブルーゲイル
有限会社ブルーゲイル (BLUE GALE) は、北海道札幌市白石区東札幌に本社を置く、アダルトゲーム制作会社。社名の由来はテレビアニメ『戦闘メカ ザブングル』のオープニング主題歌「疾風ザブングル」の歌詞より。ブランドとして「BLUEGALE」「ブルゲLIGHT」「ブルゲ On Demand」「ブルゲDL」などを運営している。
かつては本業と並行し、メイド喫茶を経営していた時期もある。

## 歴史
1997年に『月光獣』でデビューした。社長の宇佐は、デビュー当初は信用がなかったために銀行から融資を受けられず、身内から借金したとアダルトゲーム雑誌『メガストア』2008年2月号の10周年記念特集インタビューに答えている。1998年には第2作『My Dear アレながおじさん』が発売される。同作で主題歌を担当したI'veは以降の作品でも主題歌を提供するようになったが、姉妹ブランド「ブルゲ On Demand」など他のブランドでは一作品も担当していない。
2002年12月20日には、ブルゲ On Demandが『M&M 〜とろける魔法と甘い呪文〜』でデビューを果たす。
2007年7月8日には、創立10周年を記念して「なまらブルゲNIGHT」というイベントがおこなわれた。その際、I'veからKOTOKOと詩月カオリが出演し、生ライブを行った。

### 飲食店事業
2003年から2007年12月30日まで札幌市中央区にて北海道初のメイド喫茶「Cafe Primevere」を経営していた。また、2007年9月まで札幌市のコミュニティFMラジオ放送「ドラマシティFM新さっぽろ」で放送されていた番組『絶対無敵!ご主人様』のスポンサーとなり、同店の情報を放送していた。この番組では同社社長がレギュラー出演していたほか、同店の店員をゲストに招いて放送したこともあった。
うさは閉店前に行われた「電撃萌王」とのインタビューの中で閉店した理由として次の3つを挙げている。まず、ススキノおよび札幌駅前の同業者が夜間の営業且つ収益率の高い酒類を提供していることである。うさは種類の提供について、自分が作りたいと思っていたメイド喫茶とは異なると語っている。また、この時期は原油の価格が高騰しており、小麦粉をはじめとする輸入品の価格に響いてしまった。そして、メディアに取り上げられたことがきっかけで一般客が増えた一方、常連客が減ってしまった。11月の時点では先細りする可能性が高まったことに加え、アダルトゲーム事業も毎回10万本を突破するほどの売り上げではなかったため、閉店を決めた。

## 作風
社長の宇佐は制作に当たっては、ヒロインの可愛さをできるだけ表現することを念頭に置いているとインタビューに答えており、様々な性格や境遇の設定を生かしながら、前の作品よりもよりよい作品を作ることを目指していると述べている。
姉妹ブランドも含め、様々な作風を有している。デビュー作『月光獣』をはじめとする鬼畜凌辱ものは同社の主軸の一つであり、キャラクターの葛藤を描いたり、「興奮度メーター」というシステムを導入するなど、ひねりを効かせた作品が多いと称されており、『メガストア』2008年2月号に掲載された10周年記念特集の筆者は同社は独特のバランス感覚を有しているのではないかと推測している。一方、もう一つの柱であるラブコメ作品では、一見ごく普通の生活に突飛な要素を突っ込んだ作品が多いと『メガストア』の特集記事で指摘されており、その例として「ヒロインがある日突然ふたなりになる」（『ないしょのティンティンたいむ』）「誤って悪魔を召喚してしまう」（『えろすまっしゅ!』）という要素を挙げている。また、姉妹ブランド「ブルゲ On Demand」ではフェティッシズムを主題としており、デビュー作『M&M 〜とろける魔法と甘い呪文〜』はロリ系の作品である一方、『女医○っくす』以降の作品群は巨乳を題材とした「抜きゲー」である。

## 作品一覧

### BLUE GALE
- 月光獣
- MyDear アレながおじさん
- sonnet〜心かさねて〜
- PILE・DRIVER
- ツグナヒ
  - ツグナヒ2〜もうひとりの奈々〜
- Treating2U
- マーヴェリック・マックス
- 懲らしめ〜狂育的指導〜
  - 懲らしめ2〜狂育的デパガ指導〜
- ブルゲ的脱衣将棋
- SPOTLIGHT〜羨望と欲望の狭間〜
- コスって!My Honey
- 性裁〜白濁の禊〜
- はじらひ
- IMMORAL（インモラル）
- ないしょのティンティンたいむ
- エルフィン・ローズ〜囚われの三皇女〜
- えろすまっしゅ!
- 真剣出し!ロワイヤル〜フィニッシュは私の中で〜
- 鬼父〜愛娘強制発情〜
- 鬼父2
- ふくびき!トライアングル
- パパラブ〜パパとイチャエロしたい娘達と一つ屋根の下で〜
- パパラブ2軒目 〜私たちみ〜んな、お父さん大好き!〜
- パパドキッ! 〜パパが大好きだけど、家族だから問題ないよね!〜
- なつドキッ!
- 鬼父after ～濡れ透け愛莉と雨やどり編～
- 鬼父after2 ～真理奈と新型発情スプレーテスト編～
- お楽しみは謎解きの後で
- だめっこサキュバス ～偏食なカノジョがおいしく味わうオレのアレ～

### ブルゲLIGHT
- JKと淫行教師〜夜回り先生編〜
- JKと淫行教師2〜痴漢電車編〜
- JKと淫行教師3〜万引き少女編〜
- JKと淫行教師4〜なまいきモデル少女編〜
- 妻交換〜あいつのワイフと俺の嫁〜
- JKと淫行教師5〜借金姉妹編〜
- JKと淫行教師6〜ラブラブカップル寝取り編〜
- JKと淫行教師SP〜渡る世間はエロ教師ばかり〜
- JKとエロリーマン〜純情姪っ子JKをラブホに連れ込んでヤリたい放題〜
- JKとエロコンビニ店長〜アルバイト娘の弱みを握ってヤリたい放題〜
- JKとエロ議員センセイ〜旧家のお嬢様JKを愛人にしてヤリたい放題〜
- JKとエロリーマン2〜姪っ子JKをもう一人ラブホに連れ込んで、さらにヤリたい放題〜
- JKとエロ医師〜清純美少女JKを言葉巧みにハメたい放題〜
- JK初音アフター〜エロ議員センセイと流されて無人島編〜
- JKとオーク兵団〜悪豚鬼に凌虐された聖女学園〜
- JKとエロ戦闘員〜可愛いあの娘は正義のヒロイン?!〜

### ブルゲ ON DEMAND
- M&M 〜とろける魔法と甘い呪文〜
- 女医○っくす
- ジャンキーシリーズ
  - MILK・ジャンキー
  - MILK・ジャンキー2
  - ミセス・ジャンキー
  - MILK・ジャンキー3
  - カフェ・ジャンキー
  - ビキニ・ジャンキー（TECH GIAN連載・単体販売はされていない）
- OPPAIライフ 〜おはようからおやすみまで揉み吸い生活〜

### ブルゲDL
- 禁区に咲く花。 〜淫徳の牝姉妹〜
  - 禁区に咲く花。 〜愛慾の母子草〜

### その他
- おねすく! 〜おねえさんすくらんぶる〜（ブルゲはいぶりっど、Silver Bulletが開発を手がけた）
- BIFRONTE 〜公界島奇譚〜(LAPIS BLUe.)
- MAVERICK MAX

## 主なスタッフ
原画
- 辰波要徳
- 鋼丸
- 桜衣まいり

シナリオ
- 沖水ミル
- leimonz